# Ether (chanson de Nas)
Pistes de Stillmatic
Stillmatic (The Intro) Got Ur Self A...
Ether est une chanson de Nas tirée de l'album Stillmatic sorti en 2001 sur les labels Ill Will et Columbia Records.

## Origine de la chanson
Ce titre est une réponse au clash de Jay-Z sur son Takeover tiré de l'album The Blueprint. Dans la chanson Takeover, Jay-Z critique Nas en disant que son seul vrai album est Illmatic et insulte ses anciens albums en disant que sa carrière de rappeur est finie. Nas répondra à ce clash avec son titre Ether. Dans ce dernier, il insulte Jay-Z en disant qu'il fait du rap juste dans le but de s’enrichir et qu'il copie le style et les paroles du rappeur décédé The Notorious B.I.G.. 
Cette guerre détermina qui fut le « King de New York ». Nas sera déclaré vainqueur du clash par la radio Hot 97. Plus tard, les deux rappeurs firent la paix lors d'un concert au Madison Square Garden. 

## Samples
Le son est produit par Ron Browz et contient les samples de Fuck Friendz de Tupac Shakur, Who Shot Ya de The Notorious B.I.G., Girls, Girls, Girls de Jay Z featuring Q-Tip, Slick Rick et Biz Markie, Takeover et U Don't Know de Jay-Z.